# Isidro Sala Ribera
Isidro Sala Ribera (ur. 3 marca 1933 w Bergús, zm. 26 marca 2019 w Abancay) – hiszpański duchowny rzymskokatolicki posługujący w Peru, w latach 1992–2009 biskup Abancay.

## Życiorys
Święcenia kapłańskie przyjął 28 lipca 1958. 18 października 1986 został mianowany biskupem pomocniczym Abancay ze stolicą tytularną Cluentum. Sakrę biskupią otrzymał 14 grudnia 1986. 7 kwietnia 1990 został mianowany koadiutorem, a 1 grudnia 1992 objął urząd ordynariusza. 20 czerwca 2009 przeszedł na emeryturę.
Zmarł 26 marca 2019.